# André-Georges Brunelin
André-Georges Brunelin, né le 30 juin 1926 à Grand Couronne et mort le 24 novembre 2005 à Poissy, est un scénariste, critique de cinéma et biographe français.

## Biographie
Au début des années 1950, André-Georges Brunelin est l'un des artisans du développement des ciné-clubs. En 1952, il accueille Jean Gabin dans le ciné-club qu'il dirige à Argenteuil. Entre les deux hommes va naître une véritable amitié de près d'un quart de siècle, interrompue seulement à la mort de l'acteur en 1976.
Le 21 avril 1954, il organise à la salle Pleyel, à Paris, une soirée destinée à fêter les 50 ans de Jean Gabin et ses 25 ans de carrière. Des extraits de ses films sont projetés, un poème spécialement écrit par Jacques Prévert pour la circonstance, est lu sur scène par Serge Reggiani, en présence, notamment, de Marcel Carné, Arletty, Jean Delannoy, Michèle Morgan, Paul Frankeur, Henri Decoin, Jean Grémillon, Yves Montand... parmi quelque deux mille personnes .
Brunelin, à qui Jean Gabin s'est confié sur sa famille, son enfance, ses débuts cinématographiques et sa carrière, accumule progressivement les matériaux d'une biographie qui reste à écrire. Son Gabin paraît finalement en 1987, édité chez Robert Laffont, avec une préface de Dominique Moncorgé-Gabin. L'ouvrage restitue un portrait intimiste de l'acteur, agrémenté des témoignages et des siens et de l'auteur.
André-Georges Brunelin, ce passionné du 7e art, est l'un des collaborateurs, dès sa création en novembre 1954, de la revue Cinéma. Pour le 1er numéro de cette revue, il signe la critique de quatre films, Rivière sans retour, La Tour des ambitieux, Les Rats du désert, Mogambo et un article À propos de H-G. Clouzot et ses Diaboliques. Il cesse sa 26e collaboration avec le Cinéma 64 - no 84, paru en mars 1964 et la rédaction d'un article collectif Delon no 1 ou La Preuve par 4. Parmi ses écrits, sont à signaler un précieux reportage Sur le plateau avec Jean Renoir à propos du film French Cancan (Cinéma 55 - no 2) et une enquête fleuve Histoire d'une malédiction, sur La Règle du jeu (Cinéma 60 - no 43).
Au début des années 1960, André-Georges Brunelin devient l'attaché de presse de Jean Gabin, lorsque celui-ci est sous contrat avec le producteur Jacques Bar  et poursuit cette collaboration après la fin de ce contrat. Il assure la promotion, entre autres, des films Le cave se rebiffe, Mélodie en sous-sol, Un singe en hiver, Les Félins, L'Insoumis, Le Jour et l'Heure.
Il aborde ensuite, à la fin des années 1960, l'écriture scénaristique. Il compte à son actif 19 scénarios, aussi bien pour le cinéma que pour la télévision, dont celui du "Désert des Tartares" film réalisé en 1976 par Valerio Zurlini, inspiré du livre de Dino Buzzati.
Ce grand ami de Jean Gabin contribue activement à la fondation du musée Jean-Gabin, à Mériel, inauguré en septembre 1992 .

## Filmographie

### Scénariste
- 1969 : Jeff, de Jean Herman
- 1971 : Comptes à rebours, de Roger Pigaut
- 1972 : Trois milliards sans ascenseur, de Roger Pigaut
- 1975 : La Traque, de Serge Leroy
- 1976 : Docteur Françoise Gailland, de Jean-Louis Bertuccelli
- 1976 : Le Guêpier, de Roger Pigaut
- 1976 : Le Désert des Tartares, de Valerio Zurlini
- 1977 : Madame Claude, de Just Jaeckin
- 1979 : Un si joli village, d'Étienne Périer
- 1980 : La légion saute sur Kolwezi, de Raoul Coutard
- 1980 : Sam et Sally : saison 2, épisode 6 : Le Diamant (série télévisée)
- 1982 : Boulevard des assassins, de Boramy Tioulong
- 1982 : Les Quarantièmes rugissants, de Christian de Chalonge
- 1984 : Liste noire, d'Alain Bonnot
- 1988 : Euroflics : saison 1, épisode 8 : Rapt à Paris (série télévisée)
- 1989 : Euroflics : saison 2, épisode 5 : La Bourse ou la Vie (série télévisée)
- 1990: Le Clan, de Claude Barma (téléfilm en 4 parties)
- 1991 : Le Squale, de Claude Boissol (téléfilm)
- 1993 : L'Homme dans la nuit, de Claude Boissol (téléfilm)
- 2002 : Le Secret de la belle de mai, de Patrick Volson (téléfilm)

### Acteur
- 1982 : Les Quarantièmes rugissants, de Christian de Chalonge : le commissaire de la course

### Producteur délégué
- 1967 : Le Théâtre de monsieur et madame Kabal, de Walerian Borowczyk

## Publication
- Gabin, Robert Laffont, 1987  (ISBN 978-2-2210-1317-5) ; nouvelle édition, revue et augmentée, 6 mai 2004 chez le même éditeur  (ISBN 9782221102572)